# Q 21 – Wissen für morgen
Q 21 – Wissen für morgen (von question und 21. Jahrhundert) war ein vom WDR ausgestrahltes Fernseh-Wissenschaftsmagazin, anfangs moderiert von Helge Haas, später von Kristina zur Mühlen.
Themenschwerpunkt war die wissenschaftliche Forschung für die Zukunft.
Die 45-minütige Sendung wurde zunächst alle 14 Tage abwechselnd mit Quarks & Co gesendet. Anfang 2007 wurde die Sendung eingestellt, da man mit Quarks & Co, das seitdem wöchentlich ausgestrahlt wird, ein jüngeres Publikum ansprechen wollte.